# Glažuta
Glažuta – wieś w Słowenii, w gminie Loški Potok. W 2018 roku pozostawała niezamieszkana.